# برج تلفزيون الرياض
برج التلفزيون في الرياض هو مركز بث القنوات السعودية والمقر الرئيسي لمبنى وزارة الإعلام في العاصمة الرياض.

## البدايات
منذ أن بدأ ماركوني تجاربه للبث التلفزيوني وتكوين الصوت والصورة في آن واحد بنيويورك عام1937م حيث حقق إعجاب المشاهدين من كافة الفئات العمرية؛ فحرصت المملكة العربية السعودية على اقتناء الفكرة وقام الملك فيصل بن عبدالعزيز آل سعود رحمه الله عام 1383هـ / 1963م بتكليف مجلس الوزراء بتنفيذ مشروع إنشاء التلفزيون في المملكة لمواكبة كافة التطورات، وبالفعل بدأ التنفيذ في كل من محطتي الرياض وجدة وذلك بالاتفاق مع شركة NBC لإنشاء المحططتين كاملة باستوديوهاتهما وجميع ما يلزمهما من معدات.

## مراحل تنفيذ البرج
- المرحلة الأولى هي مرحلة بدايات التلفزيون وتضمنت إنشاء محطتي الرياض وجدة عام 1385هـ وكانتا متشابهتان في التصميم والإرسال والمسافة التي يغطيها البث، وقد بدأ الإنتاج المحلي في جدة من خلال ظهور نشيدين وطنيين للفنان وديع الصافي نشيد «سلمك الله يا أبو عبد الله» والآخر هو عن مدينة الطائف، وقد كان الأمريكان يشتغلون على الكاميرات وتسجيل الأناشيد إلا أن برع في التصوير التلفزيوني طارق ريري وفيصل غزاوي، وكما برع في التصوير السينمائي اشتياق معروف وفؤاد خوج وعبد الوهاب دوري، وفي التسجيل المرئي فهد العليان وخالد خان، وفي التحميض سمير إسلام، وفي الصوت عبد الله باجسير والماستر حسين زيني، وقد أعجب بالأعمال الوطنية وزير المعارف آنذاك جميل الحجيلان الذي كان يشاهد الإخراج، ومدير عام الإذاعة والتلفزيون عباس فائق غزاوي.
- المرحلة الثانية الهدف منها إيصال البث التلفزيوني إلى كل من مكة المكرمة والطائف من مدينة جدة وذلك عبر شبكة المايكروويف بين مكة والطائف، وبالفعل نجحت التجربة رغم العوائق المتمثلة بالجبال.
- المرحلة الثالثة وهي المرحلة التي انتشرت فيها المحطات التلفزيونية في مدن المملكة الرئيسية:

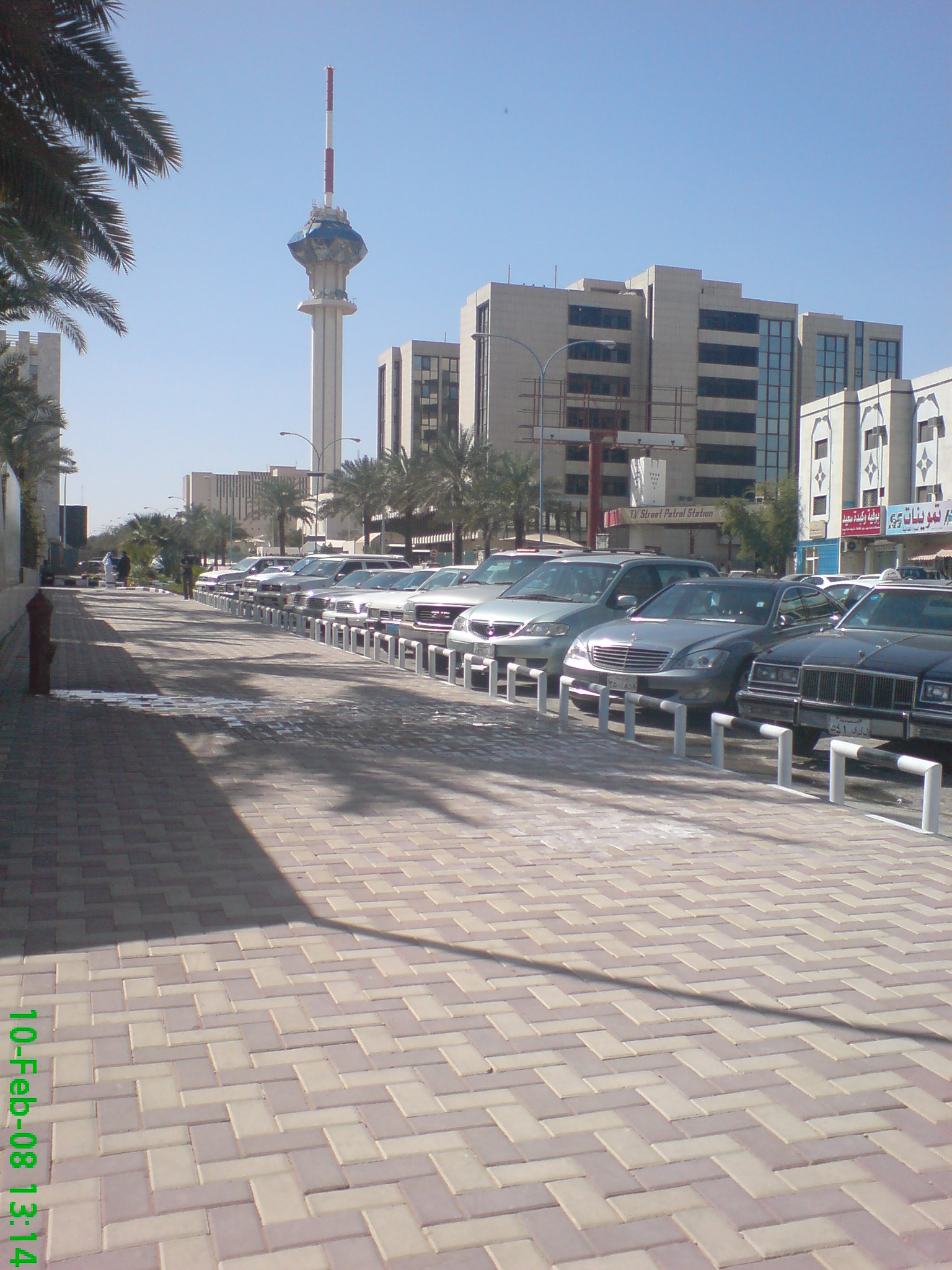

- محطة تلفزيون المدينة المنورة قام بافتتاحها الأمير عبد المحسن بن عبد العزيز وبحضور وزير الأعلام جميل الحجيلان، وذلك في أول أيام عيد الفطر المبارك من عام 1387هـ/الموافق ديسمبر 1967م، وتعتبر المحطة الثالثة في المملكة بعد محطتي جدة والرياض.

- محطة تلفزيون القصيم قام بافتتاحها الملك فهد بن عبدالعزيز في ربيع الثاني من عام 1388هـ/الموافق لشهر يونيه 1968م عندما كان نائباً لرئيس مجلس الوزارء ووزيراً للداخلية.
- محطة تلفزيون الدمام افتتحها الملك خالد بن عبدالعزيز حين كان ولياً للعهد في الخامس والعشرين من شهر شعبان 1389هـ/الموافق للخامس من شهر نوفمبر 1969م، وتعد أكبر محطة في المملكة حتى تغطي المنطقة الشرقية والدول المجاورة.
- محطة تلفزيون أبها افتتحها الأمير خالد الفيصل أمير منطقة عسير آنذاك وبحضور وزير الإعلام الدكتور محمد عبده يماني رحمهُ الله، وقد تم إنجاز العمل بها في أقل من سنة واحدة حيث قامت شركة طومسون سي إس إف THOMSON CSF الفرنسية بتصميم مشروع تلفزيون أبها.[3]

## وصلات خارجية
- التلفزيون السعودي بالرياض.
- المحطات الاذاعية في الرياض.

- برج تلفزيون الرياض  على موقع ستركتر